# Scotogramma magaera
Scotogramma magaera är en fjärilsart som beskrevs av Smith 1899. Scotogramma magaera ingår i släktet Scotogramma och familjen nattflyn. Inga underarter finns listade.